# Siervas del Niño Jesús
La Congregación de las Siervas del Niño Jesús (oficialmente en latín: Congregatio Ancillae a Puero Jesu y cooficialmente en croata: Družba sestara Služavki Malog Isusa) es una congregación religiosa católica femenina de derecho pontificio fundada por el arzobispo de Sarajevo, Josip Stadler, el 24 de octubre de 1890, con el fin de atender a los ancianos abandonados. A las religiosas de este instituto se les conoce como Siervas del Niño Jesús y posponen a sus nombres las siglas S.M.I.

## Historia

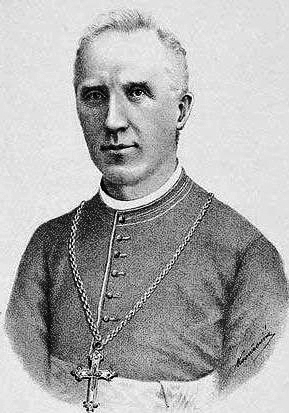
Josip Štadler (1843-1918), fundador de la congregación.

Recién nombrado arzobispo de Sarajevo, Josip Stadler fundó una casa de acogida para ancianos, atendidos por un grupo de jóvenes voluntarias, bajo la supervisión del obispo. Poco después construyó una casa de acogida para niños pobres, huérfanos y abandonados. Vista todas las obras que estaban llevando a cabo las voluntarias, surgió la idea de fundar un nuevo instituto. De ese modo, el 26 de octubre de 1880, las primeras candidatas iniciaron la obra, que tomaría después el nombre de Instituto del Niño Jesús. Con la aprobación diocesana inmediata.
La aprobación pontificia la recibieron en 1906, con el nombre de Congregación de las Siervas del Niño Jesús. Las religiosas se abrieron también a la pastoral educativa y en sus escuelas recibían a niños de otras religiones. Sin embargo luego de la Segunda Guerra Mundial, se vieron obligadas a ceder al Estado yugoslavo todas sus instituciones: ancianos, orfanatos y colegios. Esto y las consiguientes supresiones de los institutos en Yugoslavia, motivó a las siervas del Niño Jesús a buscar nuevos horizontes. Las primeras casas fuera de su país de origen se fundaron en Francia, Alemania, Bélgica y Canadá.

## Organización
La Congregación de las Siervas del Niño Jesús son un instituto religioso centralizado, cuyo gobierno lo ejerce la superiora general. La sede central se encuentra en Zagreb (Croacia). Las religiosas se dedican a la atención de la infancia abandonada en sus orfanatos. Además ejercen labores educativas en sus escuelas y atienden a los ancianos en sus casas de reposo.
En 2015, el instituto contaba con unas 360 religiosas y 65 comunidades, divididas en tres provincias: La provincia del Sagrado Corazón de Jesús y María, con sede en Zagreb; la provincia de San José, con sede en Split (Croacia); u la provincia de la Inmaculada Concepción de María, con sede en Sarajevo (Bosnia Herzegovina). Las siervas están presentes en Alemania, Bélgica, Bosnia y Herzegovina, Croacia e Italia.